# Zollikon
Zollikon és un municipi del cantó de Zúric (Suïssa), situat al districte de Meilen.

## Persones que hi van morir
- El compositor suís Friedrich Nigli (1875-1959) va morir en aquesta població.[2]
- El matemàtic alemany (nacionalitzat suís) Heinz Hopf (1894-1971) va morir en aquesta població.[3]